# Eva Háková
Eva Háková nata Burešová (Karlovy Vary, 8 luglio 1969) è un'ex biatleta ceca.
Fino alla dissoluzione della Cecoslovacchia (1993) gareggiò per la nazionale cecoslovacca.

## Biografia
In Coppa del Mondo ottenne il primo podio, nonché risultato di rilievo, il 17 dicembre 1992 a Pokljuka (2ª) e l'unica vittoria il 21 dicembre 1997 a Kontiolahti.
In carriera prese parte a tre edizioni dei Giochi olimpici invernali, Lillehammer 1994 (9ª nella sprint, 35ª nell'individuale, 7ª nella staffetta), Nagano 1998 (26ª nella sprint, 53ª nell'individuale, 6ª nella staffetta) e Salt Lake City 2002 (34ª nella sprint, 25ª nell'inseguimento, 35ª nell'individuale, 8ª nella staffetta) e a sette dei Mondiali, vincendo tre medaglie.

## Palmarès

### Mondiali
- 3 medaglie:
  - 1 oro (staffetta[2] a Borovec 1993)
  - 2 bronzi (staffetta a Feistritz 1989; gara a squadre a Novosibirsk 1992)

### Coppa del Mondo
- Miglior piazzamento in classifica generale: 11ª nel 1993
- 1 podio (a squadre[1]), oltre a quello ottenuto in sede iridata e valido anche ai fini della Coppa del Mondo:
  - 1 vittoria

#### Coppa del Mondo - vittorie
| Data             | Località    | Nazione   | Specialità                                                    |
| ---------------- | ----------- | --------- | ------------------------------------------------------------- |
| 21 dicembre 1997 | Kontiolahti | Finlandia | RL (con Kateřina Holubcová, Jiřina Pelcová e Irena Česneková) |

Legenda:

RL = staffetta